# Smalininkai
Smalininkai (alemán: Schmalleningken) es una ciudad de Lituania, capital de la seniūnija homónima en el distrito-municipio de Jurbarkas de la provincia de Tauragė.
En 2011, la ciudad tenía una población de 515 habitantes. Es la tercera localidad más pequeña del país que mantiene el título de ciudad.
Se conoce la existencia del asentamiento desde el tratado de Melno de 1422, que lo fijó como un lugar fronterizo entre el Gran Ducado de Lituania y el Estado monástico de los Caballeros Teutónicos. En 1454, Casimiro IV Jagellón ocupó el territorio a petición de la Confederación Prusiana. Tras la guerra de los Trece Años (1454-1466), pasó a ser un feudo de la Orden Teutónica subordinado a la Corona polaco-lituana. En 1792 recibió derechos de mercado, origen de que actualmente tenga estatus de ciudad pese a haber sido siempre un asentamiento agrícola. En la partición de 1795 se incorporó al reino de Prusia. Se conectó a la red de ferrocarriles alemana en 1902, cuando se abrió una línea de ferrocarril desde Pogegen. En 1945, la RSS de Lituania le dio oficialmente el estatus de ciudad.
Se ubica en la orilla septentrional del río Nemunas, en el punto en el cual el río comienza a marcar la frontera con la óblast de Kaliningrado de Rusia.